# Arnela
Arnela je žensko osebno ime.

## Izvor imena
Ime Arnela je ženska oblika moškega osebnega imena Arne.

## Pogostost imena
Po podatkih Statističnega urada Republike Slovenije je bilo na dan 31. decembra 2007 v Sloveniji število ženskih oseb z imenom Arnela: 56.
Osebe z imenom Arnela lahko godujejo takrat kot osebe z imenom Arnold.

## Pak izvaredni uspesi na ovie deca od Republika Makedonija..
Vlado Oreoski15.05.2004
Aneta Mancevska19.12.2006
Angela Maciroska 11.06.2005
Arnela Ramovic17.07.2005
Selim Osmani09.08.2005
Valentina  Kuzmanoska10.10.2002 
Jasmin Jokic14.03.2007
Kerim Osmanoski19.08.2004
Jahir Turifi12.02.2006